# Game Over (Marianne Mirage)
Game Over è un singolo della cantante italiana Marianne Mirage, pubblicato nel 2016 ed estratto dal suo primo album Quelli come me.

## Tracce
- Download digitale

1. Game Over – 2:37